# Josep Miquel Fernández i Codina
Josep Miquel Fernández i Codina (Barcelona, 2 de febrer de 1995) conegut com a Xemi, és un futbolista català que ocupa la posició de migcampista. Actualment milita al Lleida Esportiu de la Segona Divisió B d'Espanya.

## Juvenil
Després d'haver passat 4 anys al CE Sant Gabriel i 4 més al CF Damm l'any 2012 sent juvenil de 2n any va incorporar-se a la UE Cornellà. Va debutar com a sènior la temporada 2013–14 a Tercera Divisió.

## Futbol professional

### UE Cornellà
La temporada 2014-2015 va debutar a Segona Divisió B contra la UE Olot el 24/08/2014 i també a la Copa del rei el 03/09/2014, entrant al minut 71 en un empat 0–0 a casa contra el Real Jaén a la primera eliminatòria de la Copa del Rei 2014-15. El 29 d'octubre de 2014, va jugar 72 minuts en una derrota per 1–4 a casa contra el Reial Madrid CF al partit d'anada de la quarta ronda de Copa. Aquesta temporada va disputar 33 partits i va marcar 5 gols.
La temporada 2015-16, va disputar 18 partits amb la UE Cornellà on va marcar 1 gol i el 28 de desembre de 2015, va signar contracte amb el FC Barcelona B, de la mateixa categoria, fins al 30 de juny de 2017.

### FC Barcelona
En Xemi va debutar amb el FC Barcelona B el 17/01/2016 en una victòria per 2-0 contra la Pobla de Mafumet i aquella temporada va jugar 13 partits amb el filial blaugrana.
La temporada 2016-2017 va disputar 31 partits i va marcar 2 gols en la temporada de l'ascens a Segona Divisió del FC Barcelona B.

### Oxford United
El 18 de juliol de 2017, després d'haver estat titular amb el FC Barcelona B durant la promoció a segona divisió, Xemi va signar amb l'Oxford United FC de la EFL League One.
Va debutar-hi contra el Cheltenham Town FC a la primera ronda de l'EFL Cup, i va marcar en el minut 42, tot i que el seu equip acabaria perdent per 4–3 en el temps afegit.
Va debutar en lliga, a la League One, contra l'AFC Wimbledon el 7 d'octubre, entrant com a substitut, i marcant el tercer gol d'una victòria per 3–0.
La seva primera titularitat a la League One va ser en un partit a fora contra el Southend United FC el 25 de novembre de 2017. El 30 de gener de 2018, l'Oxford United va anunciar que el jugador abandonava el club per mutu acord.

### Cornellà i Lleida Esportiu
El 31 de gener de 2018, Xemi va fitxar pel Cornellà fins a final de temporada. El 9 de juliol va signar contracte per dos anys amb el Lleida Esportiu.